# Joaquín Sánchez de Toca
Joaquín Sánchez de Toca y Calvo (Madrid, 24 de septiembre de 1852-Pozuelo de Alarcón, 13 de julio de 1942) fue un abogado y político español, vinculado al Partido Conservador.

## Biografía
Nació en Madrid el 24 de septiembre de 1852.
Era el tercer hijo de Melchor Sánchez de Toca y Sáenz de Lobera (marqués de Toca), cirujano y médico de la Real Cámara de Isabel II que, in extremis, atendió al general Juan Prim tras el atentado de la calle del Turco en 1870, que le costó la vida; y de Francisca Calvo Pereira de Castro. 
Estudió Derecho en la Universidad de Burdeos y luego en la Universidad Central de Madrid. A los dieciocho años (1870) leyó su tesis doctoral sobre el matrimonio (Derecho Canónico), que publicó muy poco después con prólogo de Aureliano Fernández Guerra. En la década de 1870 se casó con María Ballester. 

Inició su actividad política durante el reinado de Alfonso XII. En 1881 se adhirió a la Unión Católica de Alejandro Pidal y Mon y en 1884 fue elegido diputado por vez primera por el Partido Conservador. Como diputado conservador, fue siempre elegido por el distrito de Mora de Rubielos (Teruel), por el que serían también diputados su hijo Joaquín Sánchez de Toca Ballester y su sobrino Fernando Sánchez de Toca Muñoz (1888-1974).

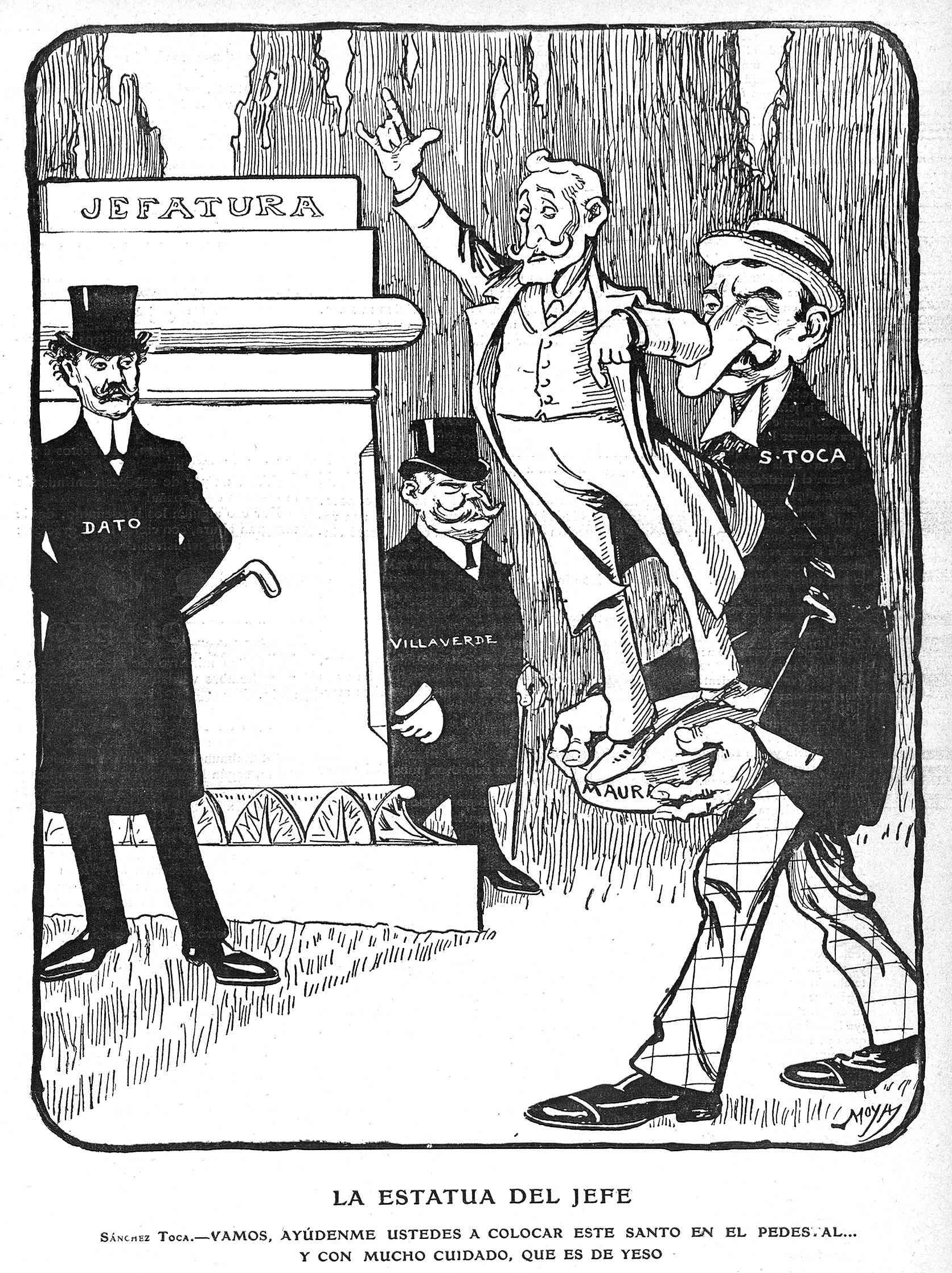
«La estatua del jefe», de Joaquín Moya (Gedeón, 1905).

Fue nombrado alcalde de Madrid en 1896, bajo la regencia de la reina viuda, María Cristina de Habsburgo-Lorena y ocuparía el cargo hasta 1897. Senador vitalicio tres años más tarde; su carrera gubernamental dio comienzo cuando el 23 de octubre de 1900 Marcelo Azcárraga le nombró ministro de Agricultura, Industria, Comercio y Obras Públicas, cargo que ocupó hasta el 6 de marzo de 1901.
A los pocos meses del acceso al trono del rey Alfonso XIII, formó parte del gobierno presidido por Francisco Silvela como ministro de Marina (6 de diciembre de 1902-20 de julio de 1903). Con el conservador Antonio Maura fue ministro de Gracia y Justicia entre el 5 de diciembre de 1903 y el 16 de diciembre de 1904. Ese mismo año ocupó la presidencia del Consejo de Estado, así como más tarde la del Senado. En 1907 volvió a ocupar el cargo de alcalde de Madrid.
En 1913 pasó a alinearse en la escisión conservadora que siguió a Eduardo Dato en contra de los partidarios de Maura. Durante aquellos años compaginó su actividad política con la actividad empresarial. A finales de 1913 fue designado para presidir la Sociedad General Azucarera de España, empresa que dirigió entre 1914 y 1935.
En 1914 fue presidente del Senado y electo como miembro de la Real Academia de Jurisprudencia y Legislación.
El 20 de julio de 1919 recibió el encargo de formar gobierno tras no conseguirse constituir un Ministerio de concentración conservadora. Su mandato duró hasta que el 12 de diciembre cuando hubo de dimitir en medio de la crisis resultante de no poder lograr terminar con las tensiones sociales y hacer frente al ejército. Presidió la Real Academia de Ciencias Morales y Políticas, de la que formaba parte desde 1890. Su obra escrita abordó un amplio abanico de temas sociales, políticos y jurídicos, así como históricos.
Se opuso a la dictadura de Miguel Primo de Rivera por considerar que vulneraba el principio constitucional del régimen, regido por la Constitución de 1876. A la caída de aquel, fue llamado a consultas por Alfonso XIII para formar gobierno en 1931, algo que rehusó. Durante la II República se mantuvo apartado de la vida política. En 1933 concedió una entrevista al Heraldo de Madrid en la que criticaba tanto a la monarquía alfonsina, por sus errores, como a la República. 
Falleció en Pozuelo de Alarcón el 13 de julio de 1942.

## Actividad pública

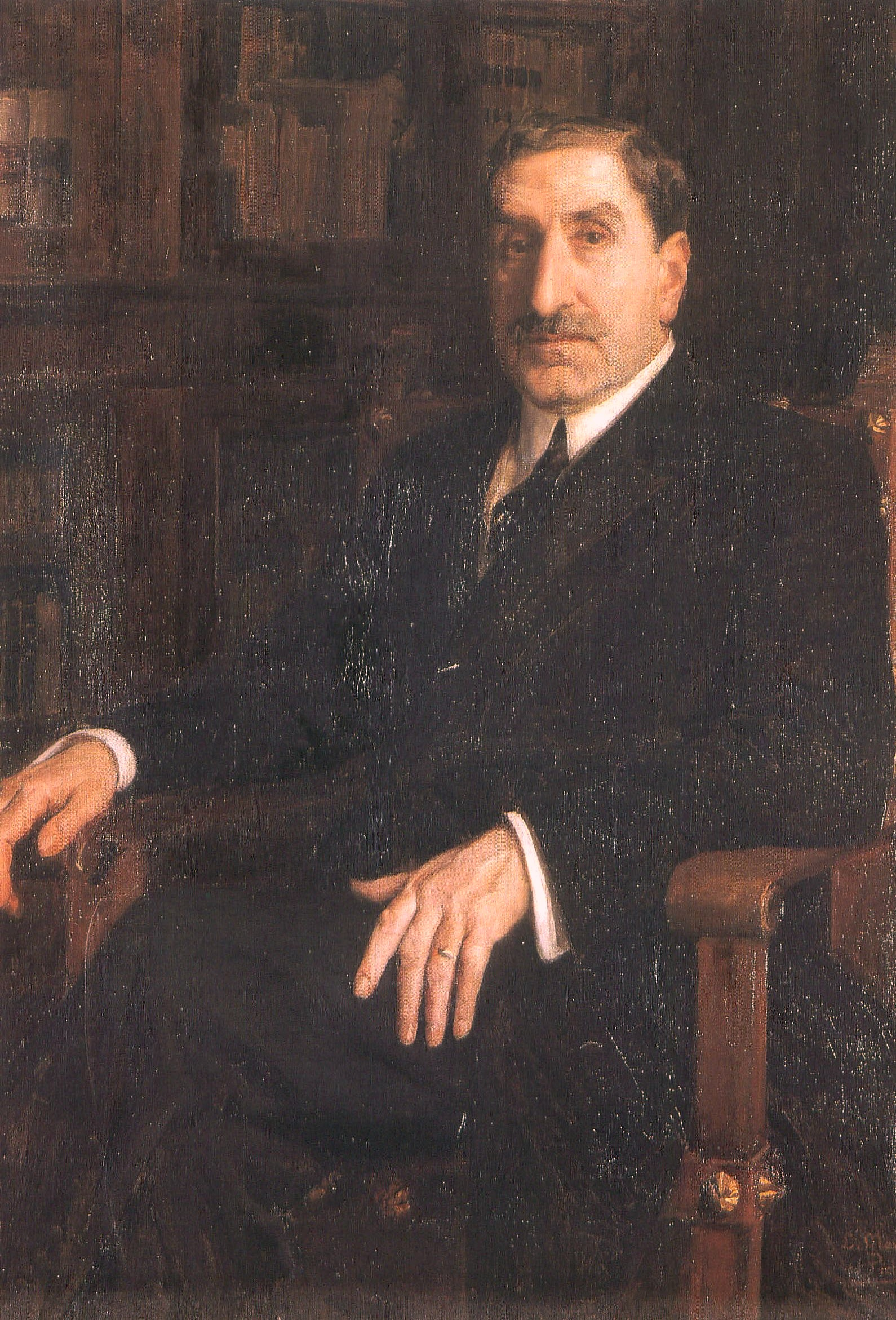
Retratado por Luis Menéndez Pidal

- 1884 Diputado a Cortes por el Partido Conservador. Distrito Mora de Rubielos.
- 1890 Senador Vitalicio por designación real.
- 1890 Miembro electo de la Real Academia de Ciencias Morales y Políticas.
- 1896 Alcalde de Madrid.
- 1900 Ministro de Agricultura, Comercio, Industria y Obras Públicas.
- 1902 Ministro de Marina.
- 1903 Ministro de Gracia y Justicia.
- 1904 Presidente del Consejo de Estado.
- 1907 Alcalde de Madrid.
- 1914 Presidente del Senado
- 1914 Presidente de la Real Academia de Jurisprudencia y Legislación.
- 1919 Presidente del Consejo de Ministros.
- 1920 Presidente del Senado.

## Gobierno de Joaquín Sánchez de Toca (1919)
20 de julio de 1919 a 7 de diciembre de 1919.
- Presidente: Joaquín Sánchez de Toca y Calvo
- Gobernación: Manuel de Burgos y Mazo
- Hacienda: Gabino Bugallal Araújo
- Estado: Salvador Bermúdez de Castro y O'Lawlor
- Gracia y Justicia: Pascual Amat y Esteve
- Instrucción Pública: José del Prado Palacio
- Fomento: Abilio Calderón Rojo
- Guerra: Antonio Tovar y Marcoleta
- Marina: Manuel de Flórez y Carrió
- Abastecimientos: Miguel López de Carrizosa y de Giles (20-21/7/1919); Carlos Cañal y Migolla (21/7/1919-28/9/1919); Fernando Sartorius Chacón (28/9/1919-12/12/1919)

## Obra
- El matrimonio: su Ley Natural, su historia, su importancia social. Madrid, 1871.
- La crisis agraria europea y sus remedios en España. Madrid, 1887.
- La crisis presente del Partido Conservador. Madrid, 1897.
- La Jefatura y los ideales. Madrid, 1897.
- Reforma de la Marina. Madrid, 1902.
- Regionalismo, municipalismo y centralización. Madrid: A. Vela, 1907.
- La acción ibérica como factor de la política europea en África Madrid, 1913.
- Regionalismo Municipal y Centralización. Madrid, 1913.
- El movimiento antimilitarista en Europa. Madrid, 1914.